# Kąkolewnica Wschodnia (gromada)
Kąkolewnica Wschodnia – dawna gromada, czyli najmniejsza jednostka podziału terytorialnego Polskiej Rzeczypospolitej Ludowej w latach 1954–1972.
Gromady, z gromadzkimi radami narodowymi (GRN) jako organami władzy najniższego stopnia na wsi, funkcjonowały od reformy reorganizującej administrację wiejską przeprowadzonej jesienią 1954 do momentu ich zniesienia z dniem 1 stycznia 1973, tym samym wypierając organizację gminną w latach 1954–1972.
Gromadę Kąkolewnica Wschodnia z siedzibą GRN w Kąkolewnicy Wschodniej (obecnie w granicach wsi Kąkolewnica) utworzono – jako jedną z 8759 gromad na obszarze Polski – w powiecie radzyńskim w woj. lubelskim na mocy uchwały nr 15 WRN w Lublinie z dnia 5 października 1954. W skład jednostki weszły obszary dotychczasowych gromad Kąkolewnica Wschodnia, Kąkolewnica Południowa, Kąkolewnica Północna, Miłolas, Jurki, Rudnik i Żakowola Poprzeczna ze zniesionej gminy Kąkolewnica oraz obszar dotychczasowej gromady Grabowiec ze zniesionej gminy Misie w tymże powiecie. Dla gromady ustalono 27 członków gromadzkiej rady narodowej.
1 stycznia 1962 do gromady Kąkolewnica Wschodnia włączono obszar zniesionej gromady Polskowola oraz wsie Żakowola Radzyńska i Żakowola Stara, osadę leśną Żakowola oraz wieś Zosinowo ze zniesionej gromady Turów w tymże powiecie.
1 stycznia 1969 do gromady Kąkolewnica Wschodnia włączono obszary zniesionych gromad Brzozowica Duża i Olszewnica w tymże powiecie.
Gromada przetrwała do końca 1972 roku, czyli do kolejnej reformy gminnej. 1 stycznia 1973 w powiecie radzyńskim utworzono gminę Kąkolewnica Wschodnia (1 stycznia 2011 zmiana nazwy – tak jak przed 1954 – na gmina Kąkolewnica).